# BRCA2
BRCA2는 인간 유전자 및 단백질 산물이다. HUGO 유전자 명명법 위원회에서 관리한다. 대체 기호 중 하나인 FANCD1은 FANC 단백질 복합체와의 연관성을 인식한다. Brca2 및 Brca2 스타일의 오솔로그(Ortholog)는 다른 척추동물 종에서 흔히 볼 수 있다. BRCA2는 모든 인간에게서 발견되는 인간 종양 억제 유전자(구체적으로는 관리인 유전자)이다. 유방암 2형 감수성 단백질이라는 동의어로도 불리는 이 단백질은 DNA 복구를 담당한다.
BRCA2와 BRCA1은 일반적으로 유방 및 기타 조직의 세포에서 발현되며, 손상된 DNA를 복구하는 데 도움을 주거나 DNA가 복구될 수 없는 경우 세포를 파괴한다. 이들은 DNA 이중 가닥 절단의 오류 없는 복구에 중요한 역할을 하면서 염색체 손상 복구에 관여한다. BRCA 돌연변이로 인해 BRCA1이나 BRCA2 자체가 손상되면 손상된 DNA가 제대로 복구되지 않아 유방암 발병 위험이 높아진다. BRCA1 및 BRCA2는 "유방암 감수성 유전자" 및 "유방암 감수성 단백질"로 기술되었다. 우세한 대립유전자는 정상적인 종양 억제 기능을 가지고 있는 반면, 이들 유전자의 높은 침투 돌연변이는 종양 억제 기능의 상실을 유발하며 이는 유방암 위험 증가와 관련이 있다.
BRCA2 유전자는 13번 염색체의 장완(q) 위치 12.3(13q12.3)에 위치한다. 인간 참조 BRCA2 유전자에는 27개의 엑손이 포함되어 있고, cDNA에는 3418개의 아미노산으로 구성된 단백질을 암호화하는 10,254개의 염기쌍이 있다.